# Spencer (Virginia Occidental)
Spencer es una ciudad ubicada en el condado de Roane en el estado estadounidense de Virginia Occidental. En el Censo de 2010 tenía una población de 2322 habitantes y una densidad poblacional de 703,16 personas por km².

## Geografía
Spencer se encuentra ubicada en las coordenadas 38°48′10″N 81°21′12″O / 38.80278, -81.35333. Según la Oficina del Censo de los Estados Unidos, Spencer tiene una superficie total de 3.3 km², de la cual 3.26 km² corresponden a tierra firme y (1.33%) 0.04 km² es agua.

## Demografía
Según el censo de 2010, había 2322 personas residiendo en Spencer. La densidad de población era de 703,16 hab./km². De los 2322 habitantes, Spencer estaba compuesto por el 97.46% blancos, el 0.04% eran afroamericanos, el 0.09% eran amerindios, el 0.34% eran asiáticos, el 0% eran isleños del Pacífico, el 0.56% eran de otras razas y el 1.51% pertenecían a dos o más razas. Del total de la población el 1.72% eran hispanos o latinos de cualquier raza.